# 製飴
製飴（せいたい、せいあめ、せいあん）とは、飴を製造・加工することである。日本では各地の和菓子店等の小売店で製飴・直売される他、大規模に生産し流通経路を介して販売するメーカーもある。

## 日本の主な製飴メーカー
- 永田製飴
- 島川製飴
- マルイ伊藤製飴
- 東洋化学
- 松原製飴
- 遠藤製餡